# Amtsgericht Bredstedt
Das Amtsgericht Bredstedt war ein von 1867 bis 1976 bestehendes Gericht der ordentlichen Gerichtsbarkeit mit Sitz in der schleswig-holsteinischen Stadt Bredstedt.
Nach der im Deutschen Krieg 1866 erfolgten preußischen Annektierung des Herzogtums Schleswig wurden dort wie auch im Herzogtum Holstein am 1. September 1867 Justiz und Verwaltung auf der unteren Ebene voneinander getrennt. Dabei wurde ein dem Kreisgericht Schleswig untergeordnetes Amtsgericht zu Bredstedt geschaffen, dessen Sprengel aus Bredstedt selbst und den Kirchspielen Bargum, Bordelum, Breklum (mit den Orten Almdorf, Breklum, Högel, Lütjenholm, Sönnebüll, Struckum und Vollstedt), Drelsdorf (mit den Orten Ahrenshöft, Bohmstedt und Drelsdorf), Joldelund (mit Goldebek, Goldelund, Joldelund und Kolkerheide), Langenhorn und Ockholm gebildet wurde. Die 1871 selbständig gewordene Gemeinde Reußenköge gehörte ebenfalls zum Amtsgerichtsbezirk Bredstedt.
Seit der Einführung des Gerichtsverfassungsgesetzes am 1. Oktober 1879 bildete das Landgericht Flensburg die nächsthöhere Instanz.
Mit Wirkung vom 1. Januar 1976 wurde das Amtsgericht Bredstedt aufgehoben und dessen Bezirk dem Amtsgericht Husum zugelegt.